# Putiatycze
Putiatycze (ukr. Путятичі) – wieś na Ukrainie w rejonie lwowskim (wcześniej w rejonie gródeckim) obwodu lwowskiego. Wieś liczy 427 mieszkańców.
W II Rzeczypospolitej do 1934 samodzielna gmina jednostkowa. Następnie należała do zbiorowej wiejskiej gminy Rodatycze w powiecie gródeckim w woj. lwowskim. W latach 1944–1945 nacjonaliści ukraińscy z OUN-UPA zamordowali tutaj 8 Polaków i 1 Ukraińca.
Po wojnie wieś weszła w struktury administracyjne Związku Radzieckiego.